# Pit (Kid Icarus)
Pit (ピット Pitto?) es el nombre de un personaje ficticio, protagonista de las series de videojuegos Kid Icarus. Hace su primera aparición en Kid Icarus para el Nintendo Entertainment System en 1986 y luego en Kid Icarus: Of Myths and Monsters para el Game Boy en 1991. Hizo una aparición como un personaje seleccionable en Super Smash Bros. Brawl.

## Características
Pit es un ángel incapaz de volar, guardián de la diosa de la luz Palutena (パルテナ Parutena?), gobernante de Angel Land (エンジェランド Enjerando?), traducido como "Tierra de los Ángeles", que es capturada por su antagonista Medusa (メデューサ Medūsa?). Palutena encomienda a Pit la tarea de buscar los tres tesoros para vencer a Medusa y poder ser liberada.
Pit parece estar basado en Eros (también conocido por su contraparte romana: Cupido), un semidiós que representa el amor y que en la cultura popular inspira al amor lanzando flechas a las personas, normalmente sus flechas son representadas con una punta en forma de corazón. La hipótesis de que Pit se basa en Cupido fue alimentada por diversos diseños y el trofeo de Super Smash Bros. Melee en los que se le incluyó una flecha con punta en forma de corazón. Pit parece estar basado en Ícaro, ya que ambos tienen la habilidad limitada del vuelo, además el título del videojuego alude al nombre de este personaje.
En su primera aparición, en el juego de Kid Icarus en 1986, Pit aparece como un niño con alas cortas, vistiendo un quitón y sandalias, en la secuela del juego, Kid Icarus: of Myths and Monsters, su aspecto es muy similar, portando una corona de laurel y es revelado que el color de sus ojos es azul. En su reaparición en Super Smash Bros. Brawl su aspecto cambia drásticamente, ahora aparece como un adolescente, con grandes ojos azules y muchos mechones de cabello. Viste un exomis blanco con costuras rojas y doradas en la parte inferior y una clámide, además de brazaletes, un arillo en el brazo izquierdo y uno en el muslo derecho, sandalias de color marrón y un cinturón. Parece usar un bóxer slip o un unitardo sin mangas que cubre parcialmente las piernas debajo de su vestimenta.
Al igual que otros personajes de Nintendo, Pit es valiente y heroico. se enfrenta a muchos peligros o amenazas a tal punto de dar su vida por otros. No tiene problemas en combatir con monstruos que superen su tamaño y siempre está listo para ayudar a los humanos cuando estos se encuentren en peligro. el ángel también tiene un lado cómico, sobre todo bromeando con Palutena, sin embargo es un poco imprudente debido a su personalidad entusiasta e ingenua, que lo hace meterse en problemas a veces. 
Con el tiempo Pit y Palutena han desarrollado una conexión mutua, a tal punto que Pit deposita un confianza completa en Palutena, ya que sin ella, puede ponerse un poco nervioso e inseguro estando por su cuenta, (en una ocasión incluso intento imitar la voz de su diosa para intentar tranquilizarse)
A pesar de ser incapaz de volar, Pit demuestra ser un peleador hábil y versátil. En un principio comenzó como un pequeño ángel especializado en el uso de arcos y flechas, pero con los años se ha vuelto más experimentado en el uso de diversas armas como espadas, garras, cañones, etc. A pesar de su joven apariencia, Pit parece poseer una gran fuerza física siendo capaz de usar armas de gran pesó y tamaño.
El nuevo aspecto de Pit en Super Smash Bros. Brawl es similar al arte bishōnen, representando un adolescente de facciones hermosas. El diseño en Super Smash Bros. Brawl fue adoptado en Kid Icarus: Uprising para la plataforma Nintendo 3DS.

## Apariciones

### Serie Kid Icarus
Kid Icarus es diseñado para el Nintendo Entertainment System y sale a la venta en 1986. Pit es representado por un joven ángel similar a Cupido o incluso un putto. El argumento del juego comienza cuando la diosa de la Luz, Palutena, es aprisionada por la diosa de la oscuridad, Medusa. Palutena encomienda a Pit la tarea de encontrar los tres tesoros sagrados: Arrow of Light (Flecha de la luz), Mirror Shield (Escudo de espejo) y Wings of Pegasus (Alas de Pegaso), los cuales Medusa tiene en sus manos y Pit necesita para derrotarla, sacar a Palutena de su prisión y , así, restaurar la paz. El juego Kid Icarus combina el tipo de juego de Super Mario Bros., The Legend of Zelda y Metroid, dando a Pit las características de Link, Mario y Samus Aran.
Kid Icarus: Of Myths and Monsters, la secuela de Kid Icarus es desarrollada para el Game Boy y sale a la venta en 1991. La diosa Palutena tiene un sueño que anuncia el presagio del ataque de demonios llamados Orcos a Angel Land. Palutena encomienda a Pit que busque los tres tesoros que lo harán capaz de vencer a los Orcos cuando lleguen a atacar Angel Land. A diferencia del juego anterior, los tesoros a buscar son casi los mismos, el Mirror Shield (Escudo de espejo) es ahora sustituido por el Silver Armor (Armadura Plateada).
Kid Icarus: Uprising. 25 años después del primer juego, (tanto en la cronología de la saga y en la vida real), Medusa ha regresado a la vida, reuniendo al ejército del inframundo para cumplir su venganza después de su derrota. Sin embargo, Un Pit ahora adolescente tiene la tarea de derrotar a Medusa y a su ejército, con la ayuda de Palutena quien le otorgara el don del vuelo, lo que le permitirá volar aunque solo durante cinco minutos. Aparte del arco, Pit ahora tiene más armas de corto y largo alcance y de cuerpo a cuerpo a su disposición. Sin embargo, Pit se entera de que Medusa solo fue un peón y que su verdadero enemigo es el dios del inframundo, Hades.

### Captain N: The Game Master
Pit es uno de los personajes principales de la serie de dibujos Captain N: The Game Master, una serie animada televisada originalmente a finales de los años 1980, teniendo diferentes títulos alrededor del mundo. En la serie, Pit forma parte del Equipo-N, compuesto principalmente por personajes de videojuegos. Este grupo defiende el Mundo de los Videojuegos de varios personajes malvados, como Mother Brain. En la serie Pit es erróneamente llamado "Kid Icarus" y siempre está volando o levitando, ignorando argumento de la serie de juegos de Kid Icarus. En la serie aparece como un niño pequeño de cabello rojizo con un fleco que le cubre la mitad de la cara, tiene ojos color café y siempre lleva con él un arco y un carcaj, además añade el sufijo "-icus" a algunas palabras. Es representado como un niño pequeño y débil con un gran coraje ocasional.

### Super Smash Bros. Brawl
Se anunció en el E3 del 2006 que Pit aparecería como un personaje seleccionable en el juego de lucha Super Smash Bros. Brawl, para la plataforma Wii.
En el juego, Pit carga con él un arco llamado Sacred Bow of Palutena (Arco Sagrado de Palutena), el cual es en realidad un par de cuchillas unidas que le permiten pelear cuerpo a cuerpo; con el arma dispara unas flechas de luz azules denominadas Palutena's Arrow (flecha de Palutena), las cuales pueden ser direccionadas. Pit es uno de los personajes que puede realizar varios saltos en el aire con su movimiento llamado Wings of Icarus (alas de Ícaro). Su Smash Final es Palutena's Army (Ejército de Palutena), en donde Palutena manda a varios Centuriones alados a atacar a sus oponentes; tras un ataque, los Centuriones se marchan a esperar a que use otro smash.
En Adventure Mode: The Subspace Emissary, Pit se encuentra en un templo del cielo mirando lo que ocurre en el "Mundo de Smash Bros." a través de un estanque mágico. Palutena aparece, le entrega a Pit el arco y le encomienda una tarea, haciendo referencia al argumento de los juegos de la serie Kid Icarus. Además salvo a la estatua de mario que stab en el cielo (a mario le dio una bala lo cual lo convirtió en estatua.)
En el E3 del 2013 se confirmó la aparición de Pit en Super Smash Bros. para Wii U y Nintendo 3DS como personaje seleccionable.

En Super Smash Bros. Ultimate es uno de los personajes desbloqueables.

### Apariciones en otros juegos
- Tetris (NES) - 1989 - Pit aparece tocando el violín cuando el jugador completa el Juego B en Velocidad 9, Altura 5.
- F-1 Race (Game Boy) - 1990 - Antes de la Pista 8, Pit aparece animando al jugador. También se le puede ver en la secuencia final.
- Super Smash Bros. Melee (Gamecube) - 2001 - Pit es uno de los trofeos que se pueden conseguir en el juego. (se rumoreaba que iba a ser Jugable).
- WarioWare: Twisted! (Game Boy Advance) - 2005 - En uno de los juegos, el jugador mueve a Pit a la izquierda o a la derecha para esquivar las serpientes y berenjenas que caen. La canción del juego Kid Icarus es uno de los extras desbloqueables.
- WarioWare: Smooth Moves (Wii) - 2007 - En el juego de dirigir la orquesta, Pit está tocando un violonchelo. Además, el tema del juego Kid Icarus es uno de los que deben ser dirigidos.